# 荒角金太郎
荒角 金太郎（あらかど きんたろう、生年不明 - 1882年（明治15年）9月21日）は、相模国大住郡（現在の神奈川県厚木市） 出身で桐山部屋に所属した力士。本名は諸星 金太郎（後に二枚鑑札となった時に、桐山と改姓）。身長・体重は不明。最高位は西前頭3枚目。

## 経歴
荒井嵜繁藏（8代桐山）の養子として、1865年11月場所で初土俵（序ノ口）を踏む。1874年3月場所に西十両7枚目（十枚目格）に昇進。その後、十両で長く燻っていたが1879年6月場所に新入幕を果たした。その場所は東前頭8枚目で6勝1敗1休2預の優勝同点 の好成績を挙げた。餅肌の美男で人気が高かったと伝わる。1882年1月場所に9代桐山となり、二枚鑑札となった。この頃から体調を崩すようになり、同年6月場所を全休、そして9月21日、新潟県での巡業中に急死した。この年の秋巡業では、2日前の9月19日にも盛岡で荒虎敬之助（6代若藤）が急死しているだけに、相次ぐ現役力士の死去に角界には衝撃が走ったと伝わる。

## 主な成績
- 幕内成績：16勝16敗11分5預22休 勝率.500
- 幕内在位：7場所

## 改名歴
- 昇山
- 荒角 金太郎（あらかど きんたろう）1874年3月場所 - 1881年5月場所
- 桐山 金太郎（きりやま きんたろう）1882年1月場所 - 1882年6月場所